# Reed Point
Reed Point – jednostka osadnicza w Stanach Zjednoczonych, w stanie Montana, w hrabstwie Stillwater.